# Christophe Hansen
Pour les articles homonymes, voir Hansen.
Christophe Hansen, né le 21 février 1982 à Wiltz (Luxembourg), est un homme politique luxembourgeois, membre du Parti populaire chrétien-social (CSV), dont il est secrétaire général.
De septembre 2018 à octobre 2023, il est député au Parlement européen pour le Parti populaire européen (démocrates-chrétiens) et y a été élu deuxième questeur en janvier 2022. De 2019 à 2023, il est coordinateur du PPE dans la commission du commerce international (INTA) et a notamment été rapporteur du Parlement européen sur l'accord de commerce et de coopération avec le Royaume-Uni après le Brexit. Il quitte brièvement le Parlement de 2023 à 2024 pour siéger à la Chambre des Députés luxembourgeoise, avant d'y retourner après les élections européennes de 2024.
Il est ensuite désigné par le gouvernement Frieden pour être le membre luxembourgeois de la Commission von der Leyen II chargé de l'Agriculture et de l'Alimentation. Sa nomination étant approuvée par le Parlement européen en novembre 2024, il prend ses fonctions le 1re décembre suivant.
Il est aussi conseiller communal de Winseler de 2011 à 2022.

## Biographie
Il parle luxembourgeois, français, allemand, anglais, espagnol et néerlandais. 
Il est le cousin de Martine Hansen, ministre luxembourgeoise de l'Agriculture depuis 2023.

## Carrière politique

### Politique nationale
Depuis 2011, Christophe Hansen est conseiller communal de Winseler.
En 2018, il est élu président du comité du district Nord du Parti populaire chrétien-social (CSV), poste qu'il a occupé jusqu'en 2021.
Depuis 2018, il est membre du comité national de la CSV et depuis 2021, il occupe le poste de secrétaire général du parti.

### Politique européenne
À partir de juillet 2007, Christophe Hansen a travaillé pour la députée européenne Astrid Lulling.
Entre janvier 2014 et mai 2016, il a travaillé en tant qu'attaché chargé de l'environnement à la représentation permanente du Luxembourg auprès de l'Union européenne. Il a notamment présidé le groupe de travail "Environnement" au Conseil durant la présidence luxembourgeoise de 2015.
En 2016, il devient conseiller en affaires européennes à la Chambre de commerce du Luxembourg et attaché économique et commercial à l'ambassade du Grand-Duché de Luxembourg à Bruxelles. Il a assumé ces fonctions pendant plus de deux ans, jusqu'en août 2018.
De mars 2017 à août 2018, il est aussi membre du Comité économique et social européen.
À la suite de sa décision de se présenter aux élections législatives du 14 octobre 2018, la députée européenne Viviane Reding laisse sa place au Parlement européen à Christophe Hansen en septembre 2018,. Lors des élections européennes de 2019, celui-ci a été réélu avec le deuxième plus grand nombre de voix à l'échelle nationale.
Le 18 janvier 2022, il est élu deuxième questeur du Parlement européen en obtenant 576 voix sur 676 au 1er tour.